# Jack Marks
Jack Marks (ur. 28 lutego 1935 w Nowym Jorku, zm. 17 lutego 2022 w Nowym Jorku) – amerykański aktor i pisarz.

## Życiorys
Najbardziej znana rola Jacka Marksa to postać zastępcy szeryfa Winslowa w filmie Piątek, trzynastego II (1981), będącym pierwszym filmem w serii, w którym Jason Voorhees pojawia się jako główny antagonista. Ponadto Marks zagrał w filmie telewizyjnym Der grosse Horizont (1976), a następnie wystąpił w operze mydlanej Ryan’s Hope i filmie Anna (1988). Jego ostatni występ na ekranie miał miejsce w serialu Tattinger’s (1989).
Występował głównie na off-Broadwayu i w teatrach regionalnych. Jego największymi sukcesami były tournée po Stanach Zjednoczonych jako ojciec w Briton Beach Memoirs oraz bohaterska śmierć w filmie Piątek, trzynastego II. Zagrał główną rolę w sztuce Athola Fugarda Valley Song, którą wystawił na wyspie Martha’s Vineyard. Wielokrotnie wcielał się w postać starca, Lazara Wolfa, w trzech różnych, granych poza Nowym Jorkiem produkcjach Skrzypka na dachu.
Oprócz aktorstwa zajmował się również pisaniem, tworząc opowiadania i wiersze. Zmarł na niewydolność serca.